# 翟立新
翟立新（1969年10月—），山东庆云人，中国共产党党员，在职研究生，管理学博士，现任天津市人民政府党组成员、副市长。

## 生平
曾任中华人民共和国科学技术部政策法规与体制改革司体改处副处长、处长、体改处（科技人才工作处）处长，科学技术部政策法规司（创新体系建设办公室）副司长。
2014年12月，科学技术部火炬高技术产业开发中心党委书记（正局级）。2017年3月，任中关村科技园区管理委员会党组副书记、主任。 2021年07月，中国科学院发展规划局局长。2023年11月，任中国科学院副秘书长、发展规划局局长。2024年3月，任中国科学院党组成员、秘书长，兼任中国科学院发展规划局局长。 2024年12月，被任命为天津市人民政府副市长。同月，不再担任中科院领导职务。
是中国共产党北京市第十二届委员会委员（至2021年12月），北京市第十五届人民代表大会代表 ，天津市第十八届人民代表大会代表（2025年1月蓟州区补选）。